# Tupela lesní
Tupela lesní (Nyssa sylvatica) je pomalu rostoucí, opadavý, listnatý strom původem ze Severní Ameriky. Do Evropy byla tupela lesní dovezena roku 1750 a vysázena v Anglii. Do České republiky, do dendrologické zahrady v Průhonicích, bylo závěrem 20. století vysázeno pět těchto mladých stromů, kterým se dobře daří a jsou již vysoké okolo 5 m. Tato dřevina roste pomalu, ale je dlouhověká.

## Rozšíření
Druh je rozšířen převážně ve východní části Severní Ameriky, jeho areál zabírá území rozkládající se hlavně v severovýchodní Kanadě, východní a střední části Spojených států a v centrálním a jižním Mexiku. Dřevina bývá množena i v Evropě, hlavně v Nizozemí a občas je vysazována do větších parků, jako listem ozdobná solitéra, nebo do botanických zahrad jako sbírková rostlina.

## Taxonomie
Druh tupela lesní je dělená do dvou variet, které se odlišují hlavně místem růstu:
- Nyssa sylvatica var. sylvatica
- Nyssa sylvatica var. biflora Walt.

Varieta sylvatica se běžně vyskytuje na lehkých, hlubokých, často písčitých, dobře propustných půdách v okolí horských i údolních toků. Varieta 'biflora' nejčastěji roste v těžkých, jílovitých nebo hlinitých půdách s dostatkem organické hmoty. V pobřežních oblastech občas bývají smíšené půdní podmínky a obě variety rostou společně, pak je lze jen velmi těžce od sebe odlišit. V poslední době sílí tendence varietu biflora povýšit na samostatný druh Nyssa biflora.
Vědecké rodové jméno Nyssa pochází ze starořecké mytologie, je odvozeno od jména vodní nymfy.

## Ekologie
Dřevina může růst v širokém spektru podmínek, od trvale vlhkých bažin, přes stanoviště občas přeplavovaná vodou až po krátce suchá místa. Nejčastěji se vyskytuje na lehčích a hlubokých, vlhkých, mírně kyselých půdách do nadmořské výšky 1000 m. Na suché půdě má menší přírůstky a celkově vyroste jen do nižší výšky. Vyskytuje se v různých klimatických podmínkách s širokým rozsahem teplot. Má velké nároky na světlo,v případě nutnosti sice toleruje mírné zastínění, roste však pomaleji a po odstranění stínu se její růst zrychlí. Nejlépe prosperuje jako solitéra nebo na okrajích lesních porostů. Nevadí ji malý obsah kyslíku v půdě, ani její mírné zasolení. Netrpí žádnými hmyzími škůdci, v mládí však chutná lesním býložravcům (zajícovití, spárkatí). Roste v různých typech lesů, v žádném však běžně nepřevládá.
Stromy začínají kvést v dubnu a plody dozrávají koncem záři a počátkem října. Plody jsou jen na samičích stromech, takže v některých zahradách je zahradníci nemají šanci nikdy vidět. Navíc, dokud drobné plody nedozrají, splývají svým zeleným zbarvením s barvou listů a v době zrání bývají rychle sklizeny ptáky a spadané pozemními savci.

## Popis
Opadavý, dvoudomý strom vysoký průměrně 18 až 24 m. Je hluboce kořenící, má rovný kmen, v mládí kuželovitou a později oválnou korunu. Kůra je zprvu načervenale hnědá, tenká a hladká, později šedá až sytě hnědá a nepravidelně rýhovaná, u starých jedinců může být tlustá i 2,5 cm. Větve odstávají od kmene téměř v pravém úhlu a ve spodní části se ohýbají až k zemi, jsou střídavě porostlé řapíkatými listy, často nahloučenými na jejích koncích. Čepele listů jsou tuhé, kožovité, 5 až 12 cm dlouhé, eliptické až vejčité, na bázi klínovité, na konci špičaté, po obvodě celokrajné, někdy slabě zvlněné a mají zpeřenou žilnatinu. Na svrchní straně jsou listy silně leskle zelené, na spodní slabě našedlé a od poloviny září se zbarvují svítivě šarlatové či zlatožlutě a v listopadu před opadem bývají karmínové.
Květy, objevující se současně s rašením listů, jsou jednopohlavné a stromy mají buď samčí nebo samičí květy. Jen málo věcí platí absolutně a někdy se na stromech v malých počtech objevují i květy opačného pohlaví. Všechny jsou nenápadně zelenožluté, pětičetné, velmi drobné a mají kratičké stopky. Samčí květy s deseti tyčinkami vyrůstají po pěti až dvanácti v hroznovitých květenstvích, samičí se semeníkem s jediným vajíčkem po jednom až třech ve svazečcích. Pyl ze samčích květů na samičí přenášejí včely a jiný létající hmyz. Pro spolehlivé opylení se doporučuje, aby byly samčí a samičí stromy od sebe vzdálené do 30 m. Před prvním kvetením nelze pohlavnost stromu rozeznat.
Plod je zploštělá, stopkatá peckovice s vytrvalým kalichem a češulí, vyrůstá jednotlivě nebo společně až po třech. Peckovice je asi 1 cm dlouhá, ve zralosti tmavě modrá až modročerná a obsahuje jediné semeno.

## Rozmnožování
V přírodě se dřeviny nejčastěji rozmnožují semeny, kterých vyprodukují veliké množství. Dužnaté plody mají vysoký obsah živin, pro lidi jsou sice kyselé, avšak ještě na stromech bývají konzumovány ptáky. Zbylé krátce po dozrání padají k zemi, kde je sežerou savci. Konzumenti plodů semena, kterým průchod zvířecím žaludkem neublížil, rozptylují po okolí a často společně se startovací dávkou hnojiva. Semena s nespotřebovanými plody zůstávají pod stromy a jsou, s plody či po jejich rozpadu samostatně, odplavována vodou na nová stanoviště.
Při umělém rozmnožování se dužnatý obal semen odstraní macerací a semena se po dobu měsíce stratifikují v chladnu. Po vysetí za teplých a vlhkých podmínek asi za tři týdny epigeicky vyklíčí. Semenáče již mají dominantní kořen, ten se nemá porušit a proto se co nejdříve vysazují na stanoviště. Mladé stromky potřebují hodně světla a pravidelnou závlahu.

## Význam
Dřevo stromu se používá hlavně pro řezivo, dýhu, nebo buničinu k výrobě papíru. Vyrábějí se z něho různé krabice, bedny a interiérový nábytek. Pro houževnatost se používá na podlahy v místnostech i rukojeti nástrojů. Kvetoucí strom je důležitým zdrojem nektaru pro včely při výrobě medu, vysazuje se i jako stínící strom.
Pro atraktivní vzhled daný rovným kmenem, tvarem koruny a podzimním zbarvením listů bývají vysazovány jako okrasné dřeviny nebo jako alejové stromy podél cest. Některý jedinec je na podzim "oblečen" v jedné barvě, zatímco na jiném se současně prolínají svítivé barvy od zlatožluté přes šarlatovou, pomerančovou až po karmínovou.
Byly vyšlechtěné mnohé kultivary lišící se výškou, tvarem koruny i barvou listů jak v průběhu vegetace, tak i před podzimním opadem. Některé kultivary mají předem dané pouze samčí nebo samičí květy.

## Galerie

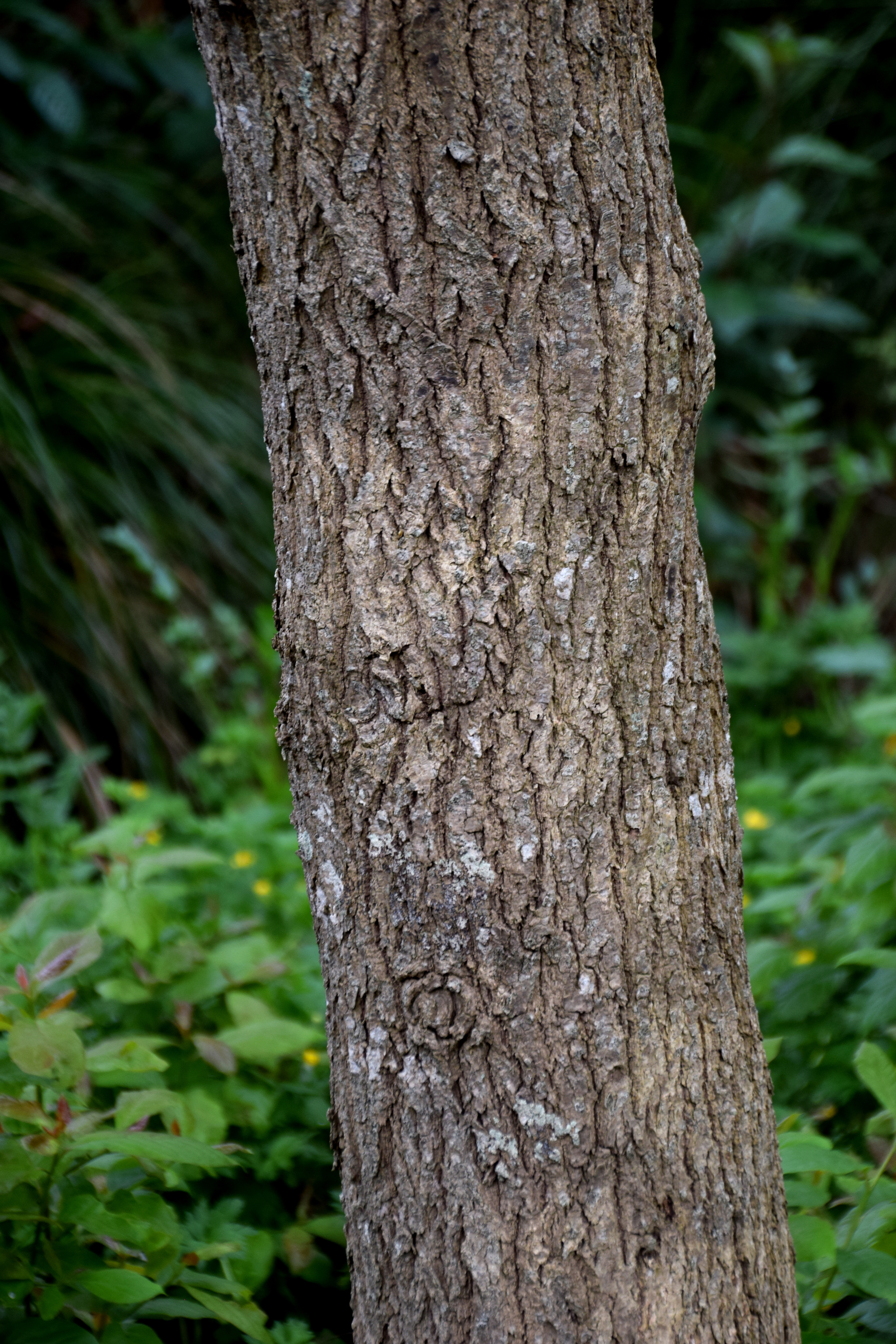
Kmen starého stromu
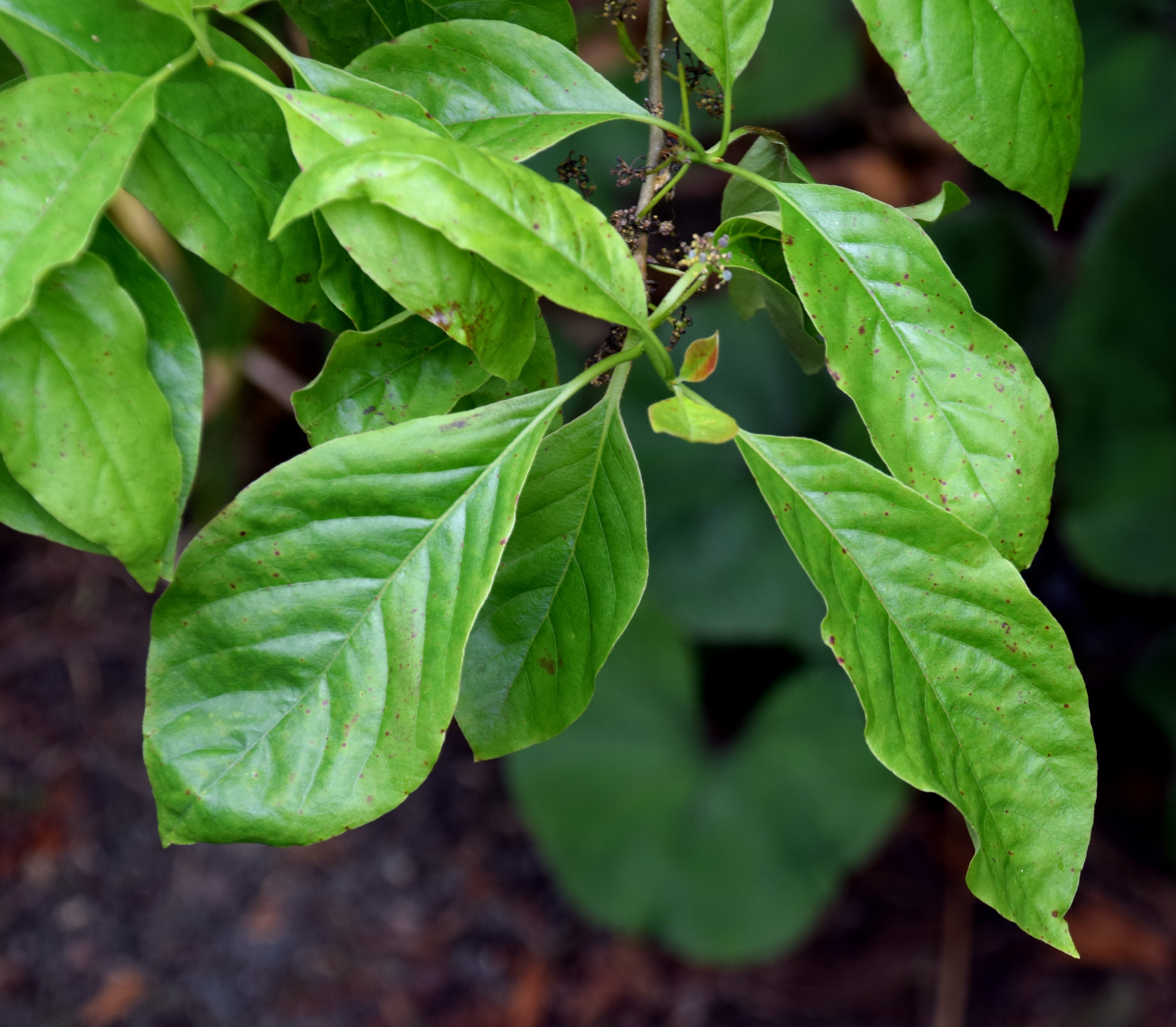
Větvička s listy
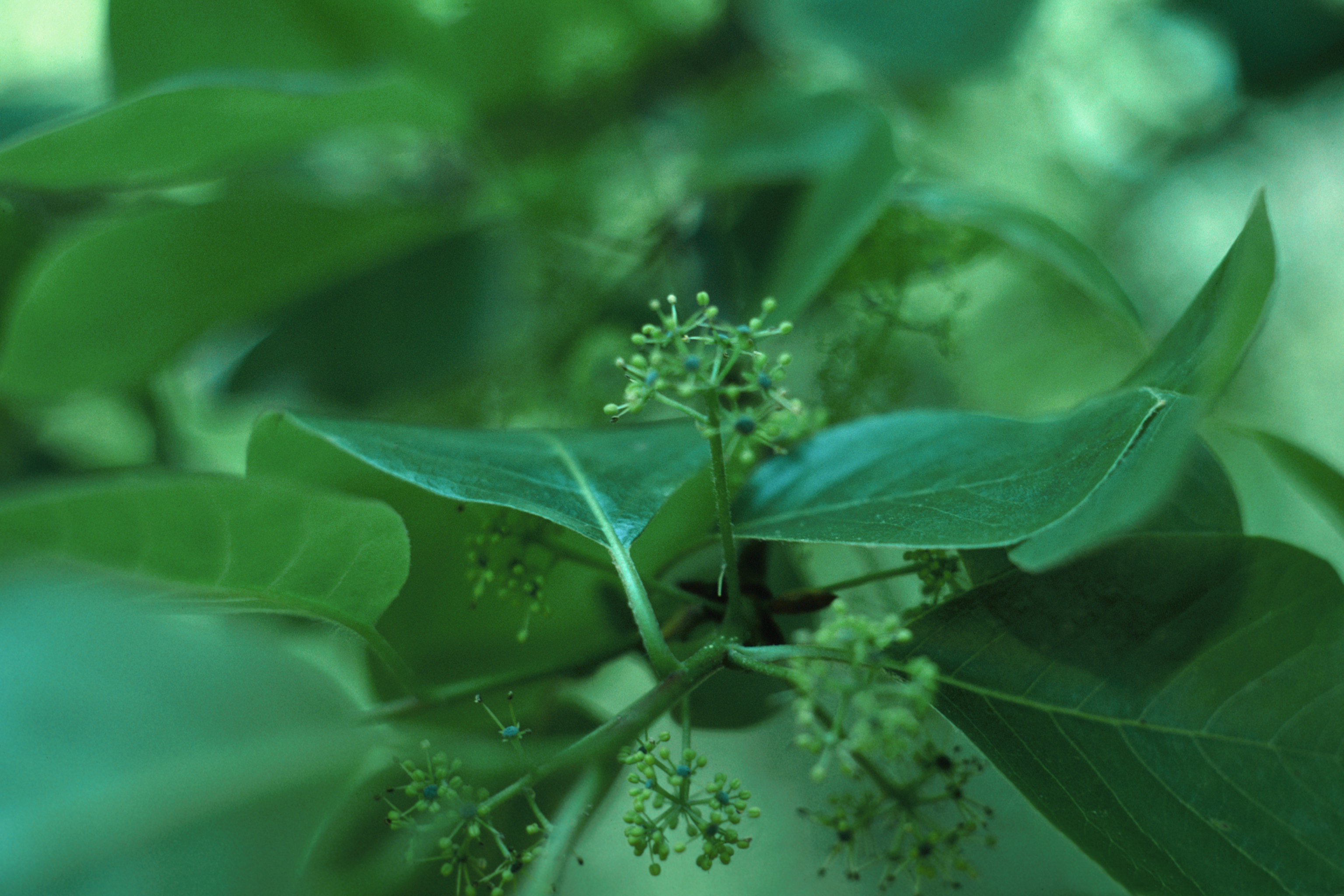
Nerozvitá květenství
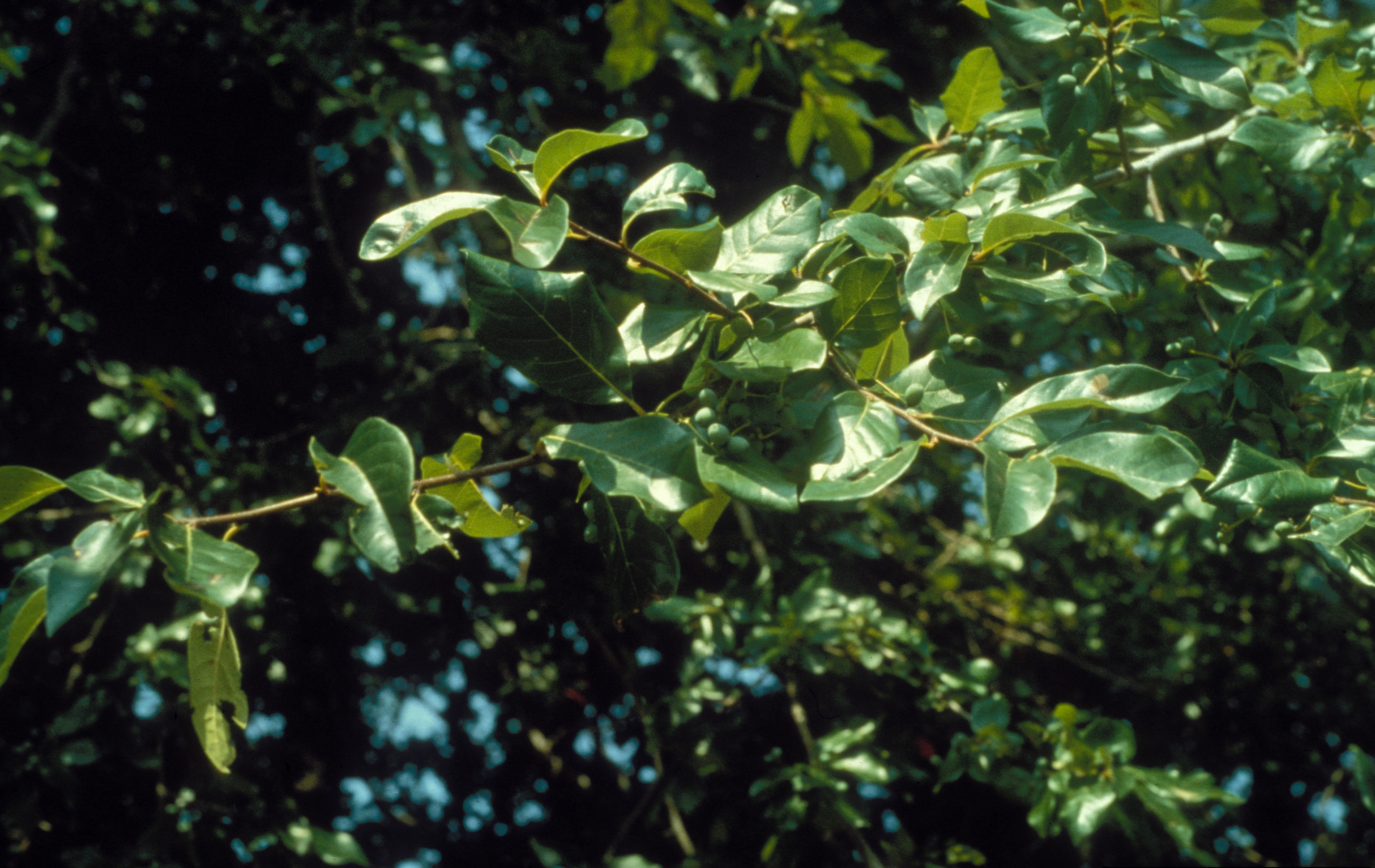
Nezralé plody